# Charlotte xứ Mecklenburg-Strelitz
Charlotte xứ Mecklenburg-Strelitz (tiếng Đức: Sophie Charlotte zu Mecklenburg-Strelitz; 19 tháng 5 năm 1744 - 17 tháng 11 năm 1818) là Vương hậu của Vương quốc Đại Anh và Ireland sau khi kết hôn với Vua George III vào ngày 8 tháng 9 năm 1761 đến khi hai Vương quốc này hợp nhất vào ngày 1 tháng 1 năm 1801, sau đó bà giữ cương vị Vương hậu của Vương quốc Liên hiệp Anh và Ireland cho đến khi qua đời vào năm 1818. Bà cũng là Tuyển hầu phu nhân xứ Hannover thuộc Đế quốc La Mã Thần thánh cho đến khi chồng trở thành Quốc vương Hannover vào ngày 12 tháng 10 năm 1814, khiến bà cũng trở thành Vương hậu Hannover.
Charlotte là nhà bảo trợ nghệ thuật đồng thời là một nhà thực vật học nghiệp dư, bà đã giúp mở rộng các khu vườn trong Cung điện Kew. Bà khổ sở trước tình trạng suy yếu về thể chất lẫn tinh thần của Vua George III, căn bệnh của nhà Vua tồn tại vĩnh viễn mãi về sau và dẫn đến việc con trai cả là George được chọn làm Nhiếp chính vương tử vào năm 1811. George III và Charlotte có tổng cộng 15 người con, trong đó có 13 người sống đến tuổi trưởng thành, bao gồm hai Quốc vương tương lai của Anh, George IV và William IV, Charlotte, Vương hậu Württemberg, Vương tử Edward, Công tước xứ Kent và Strathearn, cha của Victoria của Anh, và Ernest Augustus I, Vua của Hanover.
Cũng như chồng là Vua George III, Charlotte cũng được nhớ đến là bà nội của Nữ vương Victoria là quân chủ cuối cùng của triều đại Hannover.

## Thời thơ ấu
Sophia Charlotte chào đời ngày 19 tháng 5 năm 1744. Bà là con gái út của Karl Ludwig Friedrich xứ Mecklenburg (1708–1752, được biết đến là "Thân vương xứ Mirow"), mẹ bà là Elisabeth Albertine xứ Sachsen-Hildburghausen (1713–1761). Mecklenburg-Strelitz là một Công quốc nhỏ ở phía Bắc nước Đức thuộc Đế quốc La Mã Thần Thánh.
Con cái của Công tước Karl đều được sinh ra tại Unteres Schloss (Lâu đài Lower) ở Mirow. Căn cứ một số báo cáo chính thức vào thời điểm đính hôn với George III năm 1761, Charlotte được hưởng "một nền giáo dục rất tầm thường". Phương thức giáo dục cho Charlotte chỉ tương tự như con gái của một quý tộc nông thôn Anh. Bà được các gia sư dạy sơ lược về thực vật học, lịch sử tự nhiên và ngoại ngữ, trong khi việc giáo dục Charlotte chú tâm vào việc tề gia và đức tin, bà được một linh mục dạy về tôn giáo. Chỉ sau khi anh bà là Adolph Friedrich lên nắm quyền trị vì Công quốc vào năm 1752, Charlotte mới thực sự có được vị thế quyền quý và biết thế nào là cuộc sống cung đình.

## Hôn nhân
Khi Vua George III kế vị ngai vàng sau cái chết của ông nội, George II, khi ấy ông chỉ mới 22 tuổi và vẫn còn độc thân. Mẹ ông, Thái phi xứ Wales và các cố vấn rất trông mong sắp xếp cho ông một cuộc hôn nhân. Khi ấy George đặc biệt chú ý đến Nữ Công tước Charlotte xứ Mecklenburg-Strelitz mười bảy tuổi, ông muốn chọn bà làm vợ một phần vì bà lớn lên tại một Công quốc tầm thường ở phía Bắc nước Đức, do đó có thể sẽ không có kinh nghiệm hoặc quan tâm đến quyền lực chính trị hoặc những âm mưu đảng phái. Để đảm bảo, George III đã ra lệnh cho Charlotte không lâu sau hôn lễ rằng bà "không được phép can thiệp", một lời giáo huấn mà bà đã vui vẻ tuân theo.
Theo thông lệ, vào tháng 7 năm 1761, nhà Vua báo cho Hội đồng biết ý định kết hôn với Charlotte, sau đó một đoàn tùy tùng dẫn đầu là Bá tước xứ Harcourt đã đến Đức để hộ tống Charlotte đến Anh. Phái đoàn đến Strelitz vào ngày 14 tháng 8 năm 1761 và được anh của Charlotte là Công tước xứ Mecklenburg tiếp đón vào ngày hôm sau, lúc bấy giờ việc đính ước đã được Công tước và Bá tước xứ Harcourt ký kết. Sau đó nhà Mecklenburg đã tổ chức lễ ăn mừng trong ba ngày, vào ngày 17 tháng 8 năm 1761, Charlotte cùng Công tước Adolf Friedrich và đoàn tùy tùng lên đường đến Anh. Vào ngày 22 tháng 8, đoàn đi đến Cuxhaven, ở đó có một tiểu hạm đội đang đợi để đưa họ đến Anh. Chuyến hành trình khó khăn muôn trùng, họ bị vướng ba cơn bão trên biển và mãi đến ngày ngày 7 tháng 9 mới cập bến Harwich. Phái đoàn ngay lập tức đi đến Luân Đôn, nghỉ qua đêm tại dinh thự của Lord Abercorn ở Witham, họ đến Cung điện Thánh James ở Luân Đôn vào 3 giờ 30 chiều ngày hôm sau và được nhà Vua và gia quyến tiếp đón tại cổng vườn, đánh dấu lần gặp gỡ đầu tiên của nhà Vua và Vương hậu tương lai.
Vào lúc 9 giờ tối cùng ngày (tức ngày 8 tháng 9 năm 1761), chỉ sáu tiếng sau khi đến Anh, Charlotte và Vua George III kết hôn. Hôn lễ được cử hành tại Nhà nguyện Vương thất, Cung điện Thánh James, do Tổng Giám mục Canterbury là Thomas Secker chủ trì. Chỉ có vương tộc, đoàn tháp tùng và một số ít khách mời có mặt trong buổi lễ hôm ấy.

## Trở thành Vương hậu
Đến gần ngày cưới, Charlotte vẫn không biết nói tiếng Anh. Tuy nhiên, bà đã nhanh chóng học được tiếng Anh dù vẫn nói rặt giọng Đức. Một quan sát viên nhận định: “Thời gian đầu bà ấy khá nhút nhát nhưng vẫn dạn dĩ khi ở cạnh những người mà bà quen biết”.
Gần một năm sau ngày cưới, vào ngày 12 tháng 8 năm 1762, Vương hậu Charlotte hạ sinh con đầu lòng, George, Thân vương xứ Wales. Trong suốt cuộc hôn nhân, nhà Vua và Vương hậu có tổng cộng 15 người con, trong số đó chỉ có Vương tử Octavius và Vương tử Alfred không sống được đến tuổi trưởng thành.
Cung điện Thánh James trở thành nơi ở chính thức của nhà Vua và Vương hậu, nhưng nhà Vua lúc bấy giờ vừa mua được một bất động sản ở gần đó, Dinh Buckingham, tọa lạc cuối phía tây Công viên Thánh James. Tương đối riêng tư và nhỏ gọn hơn, Dinh Buckingham nằm giữa khu đất công viên cách Cung điện Thánh James không xa. Khoảng năm 1762, nhà Vua và Vương hậu chuyển đến dinh thự này, nơi ban đầu được dự định là nơi nghỉ dưỡng riêng tư cho hai vợ chồng. Vương hậu rất yêu thích dinh thự này và bà dành nhiều thời gian ngụ tại đó đến mức tòa dinh thự được gọi là [Dinh Vương hậu; The Queen's House]. Vào năm 1775, một Đạo luật của Nghị viện đã trao quyền sở hữu Dinh Buckingham cho Vương hậu Charlotte để đổi lấy Dinh Somerset. Hầu hết trong số 15 người con của Charlotte đều chào đời tại Dinh Buckingham, dù Cung điện St. James vẫn là nơi ở chính thức và mang tính nghi lễ của vương thất.

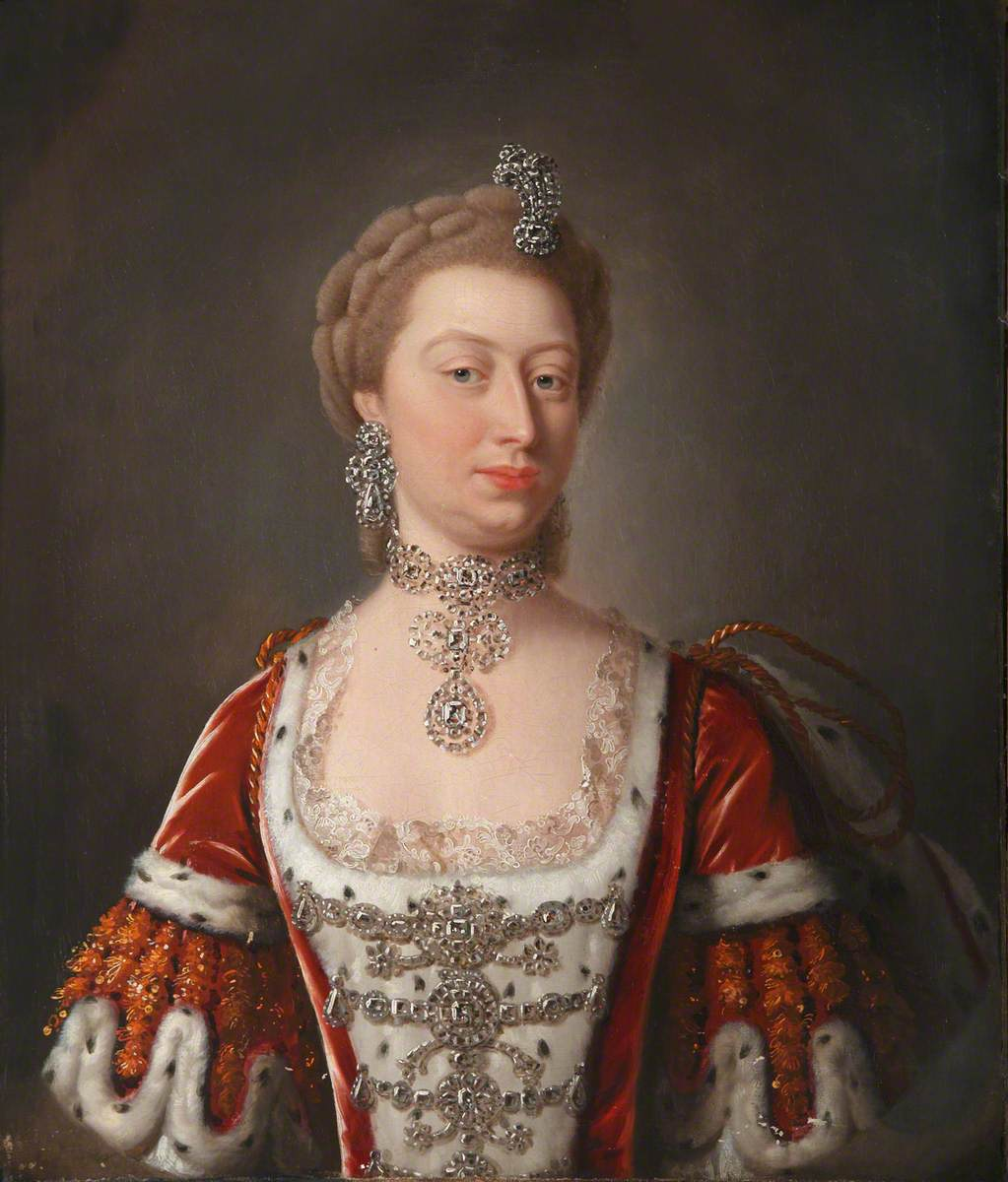
Augusta, Thái phi xứ Wales và Đức bà Vương mẫu.

Trong những năm đầu tiên làm dâu, mối quan hệ căng thẳng của Charlotte với mẹ chồng, Thái phi Augusta, khiến bà gặp khó khăn trong việc thích nghi với cuộc sống triều đình Anh. Thái phi đã can thiệp vào nỗ lực của Charlotte trong việc thiết lập các mối quan hệ xã hội bằng cách nhấn mạnh vào các lễ nghi cứng nhắc của triều đình Anh. Thái phi Augusta thậm chí còn chọn một số nhân viên cho Vương hậu Charlotte, một vài người trong số đó được cho là sẽ báo cáo với bà mọi hành tung của Vương hậu. Khi Vương hậu kết giao với những hầu gái thân cận, bà bị Thái phi chỉ trích nặng nề vì giữ quá nhiều tâm phúc, đáng chú ý là Juliane von Schwellenberg.
Vua George III rất thích phiêu lưu và cưỡi ngựa ở đồng quê, ông muốn nơi cư ngụ cho gia đình ở các thị trấn nông thôn lúc bấy giờ là Kew và Richmond phải gọn gàng nhất có thể. Nhà Vua thích một cuộc sống bình dân và đời sống gia đình an nhàn và đã quá chán nản trước vẻ thể hiện sự quyền quý cao sang cũng như những nghi thức cứng nhắc của các triều thần. Vào tháng 7 năm 1769, Lady Mary Coke đã rất tức giận khi nghe chuyện nhà Vua, Vương hậu, anh trai Vương hậu là Công tước Ernst và Lady Effingham đã tự dạo quanh thị trấn Richmond mà không mang theo người hầu nào. Bà nói: "Ta không tài nào chấp nhận được thái độ của một Vương hậu khi đi dạo thị trấn mà không có ai đi theo như thế."
Từ năm 1778, Vương thất đã dành phần lớn thời gian ngụ tại một dinh thự của Vương hậu vừa được xây tại Windsor, đối diện Lâu đài Windsor, nằm bên trong Đại Viên Windsor, nơi nhà Vua thường đến đó săn nai. Vương hậu Charlotte chịu trách nhiệm trang hoàng nội thất cho nơi ở mới, Mary Delany, một người bạn của vương tộc và người viết nhật ký đã mô tả dinh thự như sau: "Lối vào căn phòng đầu tiên thật lóa mắt, mọi thứ đều được trang hoàng bằng những tờ giấy đẹp đẽ từ Ấn Độ, những chiếc ghế được phủ bằng những vật phẩm khác nhau được dệt với các loại màu sắc tươi sáng nhất, kính, bàn, chân đèn, đều được trang hoàng lộng lẫy nhất, tất cả đều đã được tính toán để cho nơi này một sự mãn nhãn như vậy."
Vương hậu Charlotte rất quý mến các Thị tùng cũng như những người coi sóc con cái của bà qua cách bà đối xử với họ được thể hiện trong một bức thư bà viết cho nữ giáo viên của các con:
My dear Miss Hamilton, What can I have to say? Not much indeed! But to wish you a good morning, in the pretty blue and white room where I had the pleasure to sit and read with you The Hermit, a poem which is such a favourite with me that I have read it twice this summer. Oh! What a blessing to keep good company! Very likely I should not have been acquainted with either poet or poem was it not for you.
.

"Cô Hamilton yêu quý, ta có thể nói gì đây? Quả thực không nhiều! Nhưng ta chúc cô một buổi sáng tốt lành trong căn phòng xanh và trắng xinh xắn mà ta có hân hạnh được ngồi cùng cô đọc Nhà ẩn dật, ta thích bài thơ ấy đến mức đã đọc lại hai lần vào mùa hè này. Ôi! Thật hạnh phúc làm sao khi chúng ta có thể chung sống cùng nhau êm đềm như vậy. Rất có thể ta đã không biết đến vị thi sĩ nào hay bài thơ nào nếu không có cô."

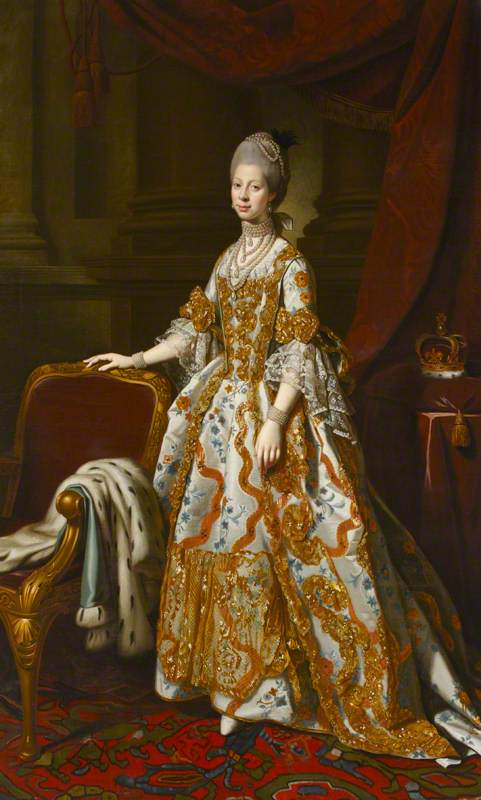
Vương hậu Charlotte

Charlotte đã tạo không ít ảnh hưởng đến chính trị thông qua nhà Vua. Ảnh hưởng của bà gián tiếp và rất kín đáo như đã được chứng minh trong các bức thư với anh trai bà, Karl. Bà dùng sự gần gũi của mình với George III để nghe các báo cáo cũng như đưa ra các tiến cử cho một số chức vụ. Một điều rõ ràng là những lần bà tiến cử đều là gián tiếp, như một lần vào năm 1779, bà đã yêu cầu anh trai Karl đốt lá thư của mình vì nhà Vua có nghi ngờ một người mà bà tiến cử cho một chức vụ đã mua chức từ một người phụ nữ. Charlotte đặc biệt quan tâm đến các vấn đề liên quan đến Đức. Bà quan tâm đến Chiến tranh Kế vị Bayern (1778–1779), và có thể do những cố gắng của bà mà Vua George III đã ủng hộ sự can thiệp của Anh vào xung đột kéo dài giữa Joseph II và Karl Theodor xứ Bayern vào năm 1785.

## Bệnh tình của nhà Vua
Khi Vua George III phát bệnh tâm thần tạm thời lần đầu vào năm 1765, mẹ của nhà Vua và Lord Bute đã không cho Vương hậu Charlotte biết chuyện. Căn cứ Dự luật Nhiếp chính năm 1765, nếu nhà Vua mất khả năng trị vì vĩnh viễn, Charlotte sẽ trở thành Nhiếp chính hậu. Thái phi xứ Wales và Lord Bute ban đầu đã chống đối quyết định ban hành Dự luật này nhưng bất thành, nhưng vì căn bệnh của nhà Vua khởi phát năm 1765 chỉ là tạm thời, Charlotte không hề hay biết về chuyện này cũng như hay biết về Dự luật Nhiếp chính.
Cơn bạo bệnh về cả thể chất lẫn tinh thần của nhà Vua vào năm 1788 khiến cho Vương hậu buồn và lo sợ. Người viết văn kiện Fanny Burney, lúc bấy giờ là một trong những người hầu cận của Vương hậu, tình cờ nghe thấy bà ngồi một mình rên lên "những lời nói tuyệt vọng": "Ta sẽ ra sao? Ta sẽ ra sao đây?" Khi nhà Vua ngã quỵ vào một đêm nọ, Vương hậu từ chối ở lại cùng chồng và nói rõ rằng bà nên được về phòng ngủ riêng của mình. Khi bác sĩ Warren được gọi đến, Vương hậu không được ai thông báo và không có cơ hội để nói chuyện với Warren. Khi Thân vương xứ Wales (sau là George IV) báo với mẹ rằng nhà Vua sẽ được đưa đến Kew, nhưng về phần bà nên đến Dinh Vương hậu hoặc Windsor, bà nhất mực đòi tháp tùng nhà Vua đến Kew. Tuy nhiên, bà và các con gái không được đưa đến Kew cùng lúc với nhà Vua và phải sống riêng biệt với ông trong thời gian trị bệnh. Họ thường xuyên đến thăm nhà Vua, nhưng những lần thăm ấy không được thoải mái vì George III thường ôm chặt họ và không chịu để họ rời đi.

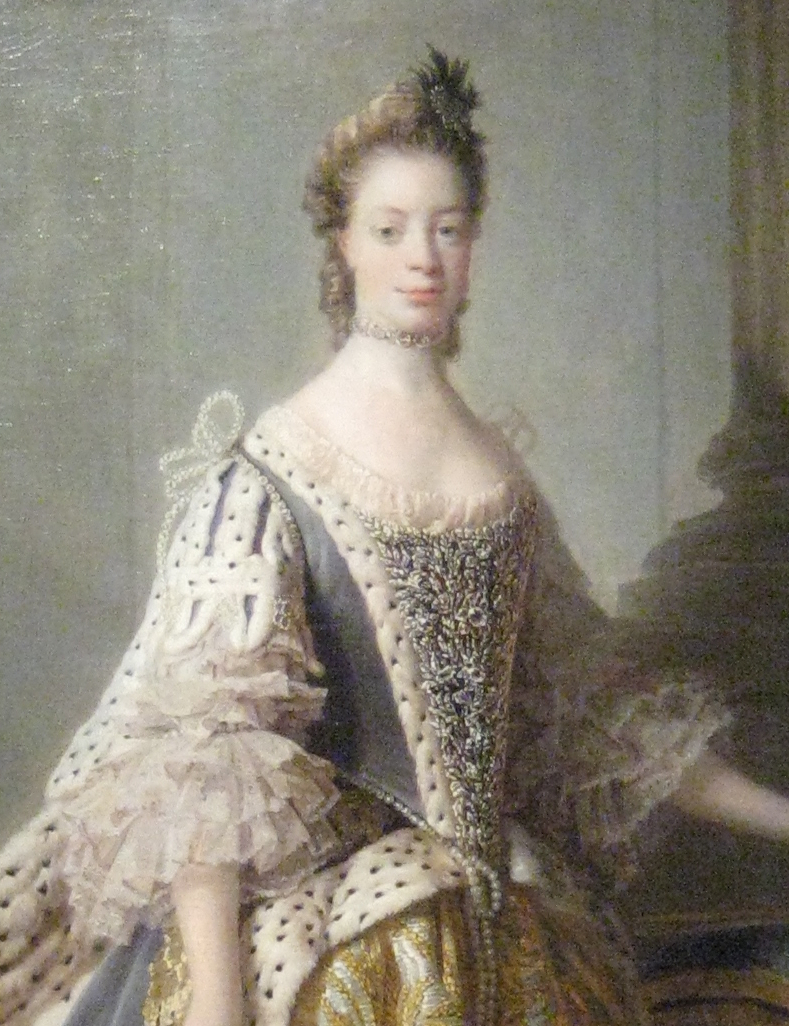

Trong thời gian Vua George III bị bệnh năm 1788, giữa Vương hậu Charlotte và Thân vương xứ Wales đã nảy sinh xung đột, cả hai đều được cho là đòi được nhận vai trò Nhiếp chính nếu nhà Vua không bao giờ khỏi bệnh, bởi khi đó nhà Vua sẽ không đủ khả năng để trị vì. Vương hậu nghi ngờ Thân vương xứ Wales có âm mưu khiến Vua cha trở nên tâm thần hoàn toàn với sự trợ giúp của bác sĩ Warren để nắm quyền nhiếp chính. Những người theo phe Thân vương xứ Wales, đặc biệt là Sir Gilbert Ellis, lại nghi ngờ Vương hậu có âm mưu dùng bác sĩ Willis và Thủ tướng Witt để tuyên bố nhà Vua đủ tỉnh táo để có thể chỉ định bà làm Nhiếp chính trong trường hợp ông bị bệnh, rồi sau đó lại tuyên bố nhà Vua bị bệnh điên để nắm quyền Nhiếp chính. Theo lời bác sĩ Warren, bác sĩ Willis đã ép ông tuyên bố Đức Vua sức khỏe bình thường theo lệnh của Vương hậu.
Theo Dự luật Nhiếp chính năm 1789, Thân vương xứ Wales sẽ trở thành Nhiếp chính nếu nhà Vua bị tâm thần vĩnh viễn, nhưng khi đó quyền hành của Vua, triều đình và con cái của nhà Vua đều đặt dưới sự giám hộ của Vương hậu Charlotte. Vương hậu đã sử dụng Dự luật này để cản trở Thân vương xứ Wales gặp riêng nhà Vua, ngay cả sau khi ông đã được tuyên bố là bình thường trở lại vào mùa xuân năm 1789. Mâu thuẫn xung quanh vai trò nhiếp chính đã dẫn đến nỗi bất hòa trầm trọng giữa Thân vương xứ Wales và mẹ mình. Trong một lần cãi vã, ông đã buộc tội Vương hậu đứng về phía kẻ địch của mình, trong khi Charlotte gọi con trai là kẻ địch của nhà Vua. Mâu thuẫn giữa hai người trở nên công khai khi Vương hậu từ chối mời Thân vương xứ Wales đến buổi hòa nhạc được tổ chức để mừng nhà Vua bình phục và lần đó đã tạo ra một vụ bê bối. Vương hậu Charlotte và Thân vương xứ Wales cuối cùng đã hòa giải, do Vương hậu chủ động, vào tháng 3 năm 1791.
Khi nhà Vua dần bị tâm thần vĩnh viễn, tính tình của Vương hậu cũng thay đổi: bà trở nên nóng nảy hơn bao giờ hết, phiền muộn, bà không còn thích xuất hiện trước công chúng thậm chí không tham gia những buổi hòa nhạc mà bà rất thích, mối quan hệ giữa bà với các con trở nên căng thẳng. Từ năm 1792, bà đã giảm bớt lo âu về chồng bằng cách lên kế hoạch làm vườn và trang hoàng cho dinh thự mới của mình, Dinh Frogmore, ở Windsor Home Park.
Từ năm 1804, khi George III có dấu hiệu suy giảm sức khỏe tâm thần, Vương hậu Charlotte thường ngủ trong một phòng riêng, không dùng bữa cùng nhà Vua và tránh gặp ông một mình.